# 藤本泰司
藤本 泰司/TAIJI（ふじもと たいじ、1963年3月4日 - ）は、東京都出身の日本のギタリスト、作曲家。DANCER、JUDY AND MARY、D.T.R、THE DEAD P☆P STARSなどで活動。

## 概要
1980年代より現在まで長きにわたり活動するギタリスト、作曲家である。数々のバンドにて正式若しくはサポートメンバー含めて参加してきたが、現在はTRICK、PIRANHA SIXTY-NINE KINGZに所属。特にDANCERで名を上げ、D.T.Rでの活動も知られている。DANCER、JUDY AND MARY、D.T.Rその他の活動では本名、THE DEAD P☆P STARSではTAIJIを名乗っている。ギブソン・フライングVタイプのギターはトレードマークになっている。

## 略歴
1980年代にヘヴィ・メタルバンドDANCERでギタリスト活動。
1991年、山羊智詞&赤羽楽団に参加。ソロアルバム「My Quest」を藤本泰司&フレンズ名義で日本クラウンよりリリース。タイトルチューンではハードロック系ギタリスト7人（黒木政彦・梶山章・橘高文彦・日下部正則・白田一秀・TATSU・大谷レイブン）を集め交代で1フレーズずつソロを演奏させ、雑誌で「誰がどのソロパートを弾いているか」を当てるクイズを実施した。
1992年、恩田快人やYUKIらと共にJUDY AND MARYを結成。藤本が在籍した当初のJUDY AND MARYは恩田メインのパンク・ロック的な方向性に加え、藤本のハードロック色強いギタープレイで、彼の後任ギタリストTAKUYAの時代に確立されるパワー・ポップとは異なったハードな路線であった。JUDY AND MARYはインディーズでアルバム『BE AMBITIOUS』をリリースするも、当初は恩田のソロ的なプロジェクトであり、一回限りの結成の予定だったため、メジャー・デビューは視野に入れていなかった。その後恩田の意向が変わり、デビューが決定した時点では恩田はJACKS'N'JOKERの脱退を決意しており、他のメンバーもデビューに向けての再集結に同意していたが、藤本は既にソロアルバムなどの制作が決定しており、参加出来る状態ではなかったため、辞退した（以降のJUDY AND MARYに関してはバンドの当該ページを参照）。
その後、ソロアルバムの制作は頓挫するが、1994年にベーシスト沢田大司（現・沢田泰司）らと共にDIRTY TRASHROAD（現D.T.R）を結成。1stアルバム『DIRTY TRASHROAD』と、同作のアコースティック版『DIRTY TRASHROAD〜Acoustic』をリリース。オーソドックスなアメリカン・ハードロックスタイル、沢田の得意とするアコースティック曲を展開した。1995年に『DARING TRIBAL ROAR』をリリースするが、1996年にボーカルの竹内光雄が脱退、沢田の離婚、その他の問題での失踪により、D.T.Rは活動停止を余儀なくされる。藤本はD.T.R継続の意思がずっとあったようで、音楽誌から「D.T.Rはどうなっているのか」という質問を受ける度に「解散していないし、再開したいと考えているがリーダーの沢田が失踪している状態なのでなんとも言えない。」と答えていた。D.T.R停止後はTHE DEAD P☆P STARSにサポートメンバーとして参加し、2003年に正式メンバーとなる。THE DEAD P☆P STARSでは本名ではなく芸名のTAIJIを使用している。2006年にはD.T.Rの活動を再開。
1997年にDANCERのボーカル前田敏仁、DEAD ENDのベース増本正志、PRECIOUSの高濱祐輔らとGroove masterを結成するも、アルバムを1枚リリースし、数回ライブを行ったのみで活動を終えた。
音楽界に復帰した沢田が結成したポップバンド音風にもサポート・ギタリストとして参加。後に正式メンバーとなるがボーカルのMASAYO脱退により音風が活動停止。
2008年、PIRANHA SIXTY-NINE KINGZ（藤本の加入に伴いPIRANHAより改名）にTHE DEAD P☆P STARSと同じくTAIJIの名で加入。
2009年11月、D.T.R解散。同時に沢田と黒田による新生D.T.Rの結成も発表されたが、参加していない。
2010年5月、THE DEAD P☆P STARSを脱退。
2010年、†яi¢кを結成、聖飢魔IIトリビュート・アルバムに参加。
2014年3月14日、フジテレビ系列「僕らの音楽 Our Music」に、恩田快人、五十嵐公太と出演。番組ゲスト小南泰葉・対談相手中川翔子をボーカルに迎え「そばかす」を演奏した。
2018年5月、AURAのサポートギターとしてシングル「Beautiful way」の制作に参加　全国ツアーにも参加以降その後のライブや2019年に制作されたアルバム「FANTASIA」の制作にも参加。

## 作品

### アルバム

#### DANCER
- In The Beginning...（1986年12月25日、MANDRAKE ROOT RECORDS）- アナログLP
- GRAVE DIGGER（1987年10月21日、MANDRAKE ROOT RECORDS）- アナログEP
- Violent Emotion（1988年3月15日、MANDRAKE ROOT RECORDS）- アナログLP
- Memorial（1992年、日本クラウン ）- CD
- Best Of Taiji Fujimoto（1994年9月21日、日本クラウン ）- CD

#### 藤本泰司&フレンズ
- MY QUEST （1991年、日本クラウン）

#### JUDY AND MARY
- BE AMBITIOUS （1992年、CHAINSAW RECORDS）

#### D.T.R
- DIRTY TRASHROAD（1994年7月1日、ポリドール）
- DIRTY TRASHROAD〜Acoustic（1994年7月1日、ポリドール）
- DARING TRIVAL ROAR（1995年5月25日、ポリドール）
- DRIVE TO REVOLUTION（1996年8月1日、ポリドール）

#### Groove Master
- ...And the day will begin（1997年3月21日、TRYCLE RECORDS/TEICHIKU RECORDS）

### THE DEAD P☆P STARS
- STAR★RIDE（2005年8月、フリーウィル）